# Centerview Partners
Centerview Partners est une banque d'investissement indépendante américaine. Elle opère principalement en tant que conseil dans le cadre d'opérations de finance d'entreprise telles que les fusions-acquisitions.
L'entreprise est fondée en 2006 par un groupe de banquiers d'investissement. Elle a son siège social à New York et des bureaux à Londres, Paris, Chicago, Los Angeles, Palo Alto et San Francisco. Elle compte une soixantaine d'associés gérants et plus de 300 salariés dans ses différents bureaux.
Centerview est généralement classé parmi les dix premières banques d'affaires sur le marché américain du conseil en M&A. Elle est considérée comme l'une des banques les plus prestigieuses de la planète.

## Histoire
Centerview est fondée en juillet 2006 et est actuellement dirigée par Blair Effron, ancien vice-président d'UBS, et Robert Pruzan, ancien président de Wasserstein Perella & Co.,. D'autres cofondateurs incluent Stephen Crawford, ancien co-président de Morgan Stanley, et Adam Chinn, ancien associé de Wachtell Lipton. James M. Kilts, ancien PDG de Gillette, dirige le fonds de capital-investissement de l'entreprise. En 2010, Robert E. Rubin, ancien secrétaire au Trésor des Etats-Unis, rejoint le cabinet en tant que conseiller. En 2019, Rahm Emanuel, un ancien maire de Chicago, rejoint le cabinet pour lancer le bureau de Chicago.
En 2020, réalise un chiffre d'affaires de 1,3 milliard de dollars, soit plus du double du chiffre d'affaires réalisé cinq ans auparavant.
Le bureau parisien ouvre en 2020, co-dirigé par Mathieu Pigasse et Nicolas Constant, anciens de la banque d'investissement Lazard. En 2021, Centerview Partners prend la 11e place du classement des conseillers M&A en France (en termes de montants des opérations conseillées).